# Pine Grove (Wisconsin)
Pine Grove es un pueblo ubicado en el condado de Portage en el estado estadounidense de Wisconsin. En el Censo de 2010 tenía una población de 937 habitantes y una densidad poblacional de 9,59 personas por km².

## Geografía
Pine Grove se encuentra ubicado en las coordenadas 44°17′29″N 89°32′20″O / 44.29139, -89.53889. Según la Oficina del Censo de los Estados Unidos, Pine Grove tiene una superficie total de 97.66 km², de la cual 97.12 km² corresponden a tierra firme y (0.56%) 0.54 km² es agua.

## Demografía
Según el censo de 2010, había 937 personas residiendo en Pine Grove. La densidad de población era de 9,59 hab./km². De los 937 habitantes, Pine Grove estaba compuesto por el 91.25% blancos, el 0.32% eran afroamericanos, el 0.53% eran amerindios, el 0.32% eran asiáticos, el 0.11% eran isleños del Pacífico, el 4.59% eran de otras razas y el 2.88% pertenecían a dos o más razas. Del total de la población el 16.12% eran hispanos o latinos de cualquier raza.